# Várnagy Tibor
Várnagy Tibor (Budapest, 1957. április 25. –) képzőművészként, galériavezetőként, kiállítások kurátoraként és művészeti íróként vált ismertté.

## Pályája[3]
Az 1980-as évektől az ún. alternatív művészeti törekvések képviselője, aki a fotó képzőművészeti alkalmazásában is aktív szerepet játszik. Emellett rajzol, alkalmanként fest, kollázsokat, tárgyakat, installációkat készít. A Hejettes Szomlyazók művészcsoport alapító tagja, 1984-1990 között részt vett a csoport kiállításain. 1991-től 1994-ig Eperjesi Ágnessel dolgozott, majd azt követően alkalmi kiállításokat rendezett Várnai Gyulával, Ádám Zoltánnal, Tandori Dezsővel, Hajagos Andreával. Tevékenységére a kísérletezés, az 1990-es évektől egyre inkább a szociális érzékenység jellemző. 2001-és 2004 között szerkesztette a Manapság c. (quasi) periodikát. Ennek mutációja a Műcsarnok Szerviz c. kiállításának alkalmából kiadott, Erhardt Miklóssal közösen szerkesztett, társadalomkritikus hangvételű, aktivista Manamana kiadvány és projekt. Ebben számos művész vett részt (Dominik Hislop, Andreas Fogarasi, El Hassan Róza, Sík Toma stb., ill. a lapba is számos alkotó adott művet, Bakos Gábor, Horváth Tibor stb.). Várnagy 2006-tól fotóblogot vezet, 2009-től pedig videoblogozik is. Kritikusként, művészeti íróként a kortárs képzőművészettel foglalkozik; rendszeresen publikál a Balkonban és más művészeti folyóiratokban.
Várnagy 1983-as alapítása óta a Liget Galéria vezetője. Mint galériavezető és szervező progresszív, kísérleti műfajokra (performansz, kísérleti fotográfia, intermediális törekvések, új hullámos művészet) koncentráló kiállítási programot valósít meg. Ebben a mainstreamtől eltérő (vagy éppen azt inspiráló), innovatív, interdiszciplináris kiállítások és események szerepelnek, köztük politikailag és szociálisan radikális, aktivista hangvételű alkotások, projektek is szerephez jutnak. Mind saját galériavezetői/kurátori tevékenysége, mind a Liget Galéria szempontjából meghatározó, hogy az 1980-as évek közepe óta közvetlen együttműködéseket, és kiállításcseréket hozott létre külföldi partnerekkel. Ez a folyamat John P. Jacob II. Portfolio of Eastern European Artists c. projektjével indult (1986), és tartós együttműködést hozott az amerikai kurátorral nem csak Magyarországon és az Egyesült Államokban, hanem Németországban és Kínában is létrejött kiállítások formájában. Folyamatos munkakapcsolat jött létre a varsói Mała Galériával, a Fotogalerie Wiennel, és a Monika Wucher – Christoph Rauch által vezetett hamburgi Projektförderunk Bildende Kunsttal és alkalmi együttműködés számos művésszel, kurátorral, intézménnyel is.  

## Díjak
1991-1994: Derkovits-ösztöndíj; 1987: Stúdió Nagydíj (Hejettes Szomlyazók); 1988: KISZ-díj (Hejettes Szomlyazók); Locus Signi – a Laza Lapok kitüntetése a progresszív és szabad gondolkodás következetes képviselőjének, a Liget Galériának; 1993: a Művelődési és Közoktatási Minisztérium díja (Eperjesi Ágnessel); 1996: Szép Magyar Könyv pályázat díja (Tandori Dezső: A semmi kéz, borítóterv); 2000: A kerület közművelődéséért: Zugló/XIV. kerület Önkormányzata (a Liget Galéria vezetőjeként); 2008: A Fővárosi Önkormányzat díja a Rig-Rigatar / Közelkép c. kiállításon (Manamana projekt); 2010: Katalizátor-díj, Motor kategória; 2017: Parallel Culture Award / A párhuzamos kultúráért díj – Mediawave Fesztivál

## Válogatott egyéni kiállítások[6]
- 1985

H.Sz.2. Bercsényi Klub, Budapest
- 1986

A Hejettes Szomlyazók tudatfelszabadító hadműveletei – Komáromi Kisgaléria, Komárom
- 1987

A Hejettes Szomlyazók faliújságkiállítása David Thomas koncertjén, Pest Megyei Művelődési Központ, Szentendre
Fluxus, Hejettes Szomlyazók, GAMF, Kecskemét
- 1988

A váza, Lágymányos Közösségi Ház, Budapest
- 1989

Strand (Hejettes Szomlyazók) – FMK, Budapest
Frakciók (Hejettes Szomlyazók), Stúdió Galéria, Budapest
Stellvertretende Durstende, Künstlerhaus Bethanien, Berlin
Three Hungarian Photographers – István Halas, Zsuzsanna Ujj, Tibor Várnagy, Houston Center for Photography, Houston
Tibor Várnagy, Jennifer Sloan – Photographic Resource Center, Boston
Közös újabb képek (Hejettes Szomlyazók), Szakmunkás Galéria, Miskolc
Spragnieni zastepcy (Hejettes Szomlyazók), Galeria Wschodnia, Łódź
- 1990

Fotokoktél, Bercsényi Klub, Budapest
A Hejettes Szomlyazók szenvedélyes élete (Hejettes Szomlyazók), István Király Múzeum, Székesfehérvár
Egy deci vörös (kétszer), FMK, Budapest
Élni veszélyes (Lois Viktorral), Y Galéria, Uitz Terem, Dunaújváros
- 1992

Przeplatane zdjecia Tavate, Mała Galeria, Varsó
Magvas kiállítás (Eperjesi Ágnessel), Stúdió Galéria, Budapest
Der Kern einer Austellung (Eperjesi Ágnessel), Künstlerhaus, Hamburg
- 1993

Con spirito (Andreas Oldörppel és Eperjesi Ágnessel), Tűzoltó utca 72., Budapest
Padlópéldázatok II. – Tanulmányok a krétakörhöz, Budapesti Tanítóképző Főiskola, Vizuális Tanszék (az SCCA Polifónia manifesztációja keretében)
- 1994

Padlópéldázatok III. – Békekoncert (Eperjesi Ágnessel), Gallery by Night, Stúdió Galéria, Budapest
Sült képek és Mandala (Eperjesi Ágnessel), Szegedi Ifjúsági Ház, Szeged
- 1995

Előjelek és Kommentár (Eperjesi Ágnessel), Goethe Intézet, Budapest
- 1996

Örök Talaj – Padlópéldázatok IV. (Tandori Dezsővel) Gallery by Night, Stúdió Galéria, Budapest
- 1997

Lassan Változik (Várnai Gyulával), Bartók 32 Galéria, Budapest
A szegénység nem törvénytelen: EXISTENTIA, Bolt Galéria, Budapest
Slides, video-dokumente/Ausstellungen, Konzepte und Künstler aus Budapeste, Westwerk, Hamburg
- 1998

TAK, TAK, Mała Galeria, Varsó
IGEN, IGEN: AMNÉZIA! Liget Galéria, Budapest
- 1999

Tiszta háború/faliújságprojekt, Liget Galéria, Budapest
- 2000

Ádám Zoltán és Várnagy Tibor kiállítása, Budapest Galéria Kiállítóterme, Budapest
- 2002

Múlt Század, KKMK, Budapest
MANAfEST (Erhardt Miklóssal) M-Mobil, Cipo Galeria, Műcsarnok, Budapest
- 2009

A part alatt (Tandori Dezsővel és Hajagos Andreával), 2B Galéria, Budapest
- 2010

A part alatt (Tandori Dezsővel és Hajagos Andreával), 2B Galéria, Budapest
- 2016

Tavate képei: Eperjesi Ágnes és Várnagy Tibor 1991–92-ben készült közös művei, Inda Galéria, Budapest
- 2017

Rügyfakadás / A Hejettes Szomlyazók korai korszaka (1984–1987), Új Budapest Galéria
Hejettes Szomlyazók: A kopár szík sarja (1987-1992), Ludwig Múzeum, Budapest
- 2018

1989, Neon Galéria, Budapest
- 2019

Tévé, Tűz, Malevics, acb Attachment, Budapest, 2019

## Válogatott csoportos kiállítások
- 1984

Helyettes hullám, Kisörspuszta
East European Exhibition, No Se No Gallery, New York
- 1986

Röviden – a Cseresorozat eseménysorozata, Galéria 11, Budapest
Láthatatlan művészet, Kavics utca, Budapest
II. Nemzetközi Portfolio, Liget Galéria, Budapest
Stúdió '86, Budapesti Történeti Múzeum, Budapest
- 1987

Out of East-Europe: Private Photography, List Visual Arts Center, MIT, Boston
Grey Art Gallery, New York
Salina Art Center, Salina, Kansas
Art Space, San Francisco, California
Painted Bride Art Center, Philadelphia
Baxter Gallery, Portland
A mosónők korán aktok, Vajda Lajos Stúdió, Szentendre
...Meglepetés...olvasóink részére, István Király Múzeum, Székesfehérvár
Deutsch – Ungarischer Künstlertreff, Kulturzentrum Hardtberg, Bonn
Stúdió'87, Ernst Múzeum, Budapest,
Węgierska Sztuka Młodych, Galeria Studio, Varsó
- 1988

Új szerzemények, István Király Múzeum, Székesfehérvár
Węgierska Sztuka Młodych, Galeria PSEP, Wrocław
Junge Künstler der DDR und Ungarn, Neue Berliner Galerie, Berlin
Junge Ungarische Fotografen, Galerie Treptow, Berlin
Zeitgenössische Ungarische Fotografie, Fotogalerie Wien, Bécs
Dadaista képzőművészet a kortárs magyar művészetben, ELTE, Budapest
VI. Esztergomi Fotóbiennálé, Rondella Galéria, Esztergom
Stúdió '88, Ernst Múzeum, Budapest
Zeitgenössische Fotografie aus Ungarn, Fotohof, Salzburg
- 1989

Fiatal képzőművészek az NDK-ból és Magyarországról, Ernst Múzeum,Budapest
Kék Acél, Budapest Galéria Lajos utcai kiállítóterme, Budapest
Szimmetria és aszimmetria, Magyar Nemzeti Galéria, Budapest
The Metamorphic Medium: New Photography from Hungary, Allen Memorial Art Museum, Oberlin
Más-kép, Ernst Múzeum, Budapest
Foto-modell, Szombathelyi Képtár, Szombathely
Stúdió '89, Ernst Múzeum, Budapest
Kék Iron, Duna Galéria, Budapest
- 1990

Kék-Vörös, Uitz Terem, Dunaújváros
Inspiration : Sommer Atelier, Messe Gelende, Hannover
Hidden Story, Franklin Furnace, New York
A Negyedik – a FFS kiállítása, Ernst Múzeum, Budapest
Arckép és önarckép, VII. Esztergomi Fotóbiennálé, Vármúzeum, Esztergom
Farbe Übertrag, East Side Gallery GDR, Berlin
Schnelle Bilder-Aktuelle Fotokunst im Gesprach, Künstlerhaus, Bécs
Fotoanarchiv – Nowa fotografia z Austrii i Węgier, Centrum Sztuki Współczesnej, Varsó
Stúdió '90, Ernst Múzeum, Budapest
- 1991

Fotoanarchív II., Szombathelyi Képtár, Szombathely
New Spaces in Photography, Muzeum Architektury, Wrocław
Stúdió '91, Magyar Nemzeti Galéria, Budapest
Eastern Academy of Photography – Workshop and exhibition, WUK, Bécs
- 1992

Aritmia, Uitz Terem, Dunaújváros
Színezett fotográfiák, VIII. Esztergomi Fotóbiennálé, Rondella Galéria, Esztergom
Derkovits ösztöndíjasok beszámoló kiállítása, Műcsarnok, Budapest
Stúdió '92, Ernst Múzeum, Budapest
Analóg, Budapest Galéria Lajos utcai kiállítóterme, Budapest
- 1993

Derkovits ösztöndíjasok beszámoló kiállítása, Műcsarnok, Budapest
Variációk a Pop Art-ra – Fejezetek a magyar művészetből 1950-1990,Ernst Múzeum, Budapest
Zweite Zeitgenössische Ungarische Epigonen Ausstelllung, KX Kampnagel, Hamburg
- 1994

Nem egészen harmadik Kortárs Magyar Epigonkiállítás, Liget Galéria,Budapest
Újabb meglepetés olvasóink részére, Szent István Király Múzeum, Székesfehérvár
Alagút / Tunnel, Prágai Magyar Kulturális Intézet, Prága
Balzsam / Ember embernek balzsama, Stúdió ’94, Ernst Múzeum, Budapest
Első kiállítás, Bolt Galéria, Budapest
Csoportkép, Vigadó Galéria, Budapest
Derkovits ösztöndíjasok beszámoló kiállítása, Műcsarnok, Budapest
Budapest Art Expo / Pajta Galéria, BAE, Budapest
Fotogram, IX. Esztergomi Fotóbiennálé, Balassa Múzeum, Esztergom
Dobbin Books, Harper Collins Exhibition Space, New York
Foto-modell II., Uitz Terem, Dunaújváros
Derkovits ösztöndíjasok 1955-93, Szombathelyi Képtár, Szombathely
- 1995

Gallery by Night (Babarczy Eszter, Tímár Katalin és András Edit estjein), Stúdió Galéria, Budapest
Tájképek 1., Budapest Galéria Lajos utcai kiállítóháza, Budapest
Sarajevo, Ostromállapot, Műcsarnok, Budapest
Stúdió ‘95, Vigadó Galéria, Budapest
- 1996

Poszt a Posztban, Fészek Galéria, Budapest
Hímnem, nőnem, Bartók 32 Galéria, Budapest
Súcasná madarska fotografia / Month of Photography 1996, Umelecká Beseda Slovenska, Bratislava
Viszontlátásra! (Marcell Duchamp magyarországi hatásai, Budapest Galéria Lajos utcai kiállítóház, Budapest
VIII. Országos Rajzbiennálé, Salgótarján
Moving Modern, Barcsay Terem, Budapest
- 1997

Public Utility, Kombirama, Zürich
Páros, páratlan, Óbudai Pincegaléria, Budapest
Valigia in Hungary, Nyugati pályaudvar, Budapest
Fekete mosogató, Kék Acél Étterem, Ózd
- 1998

Kép és Szöveg, Bolt Galéria, Budapest
Gallery by slides, Bartók 32 Galéria, Budapest
Zsebtévé, C3, Budapest-Linz
- 1999

Pénzkiállítás és árverés, Komédium Színház, Budapest
Szubjektív / Fotó a Látványtárban 1., Első Magyar Látványtár, Diszel
KAMERA NÉLKÜL/NO KAMERA, Vintage Galéria, Budapest
- 2000

Millenium rizikó / Millenium Risk, Trafó Galéria, Budapest
Média Modell/intermédia-új képfajták-interaktív technikák, Műcsarnok,Budapest
Időhíd 2000/mesterek és tanítványok, MűvészetMalom, Szentendre
Artsiders / K-vonal, Óbudai Társaskör és Pincegaléria, Budapest
Mimi nem felejt / az FKSE éves kiállítása, Trafó, Budapest
- 2001

Szerviz, Műcsarnok, Budapest
Szabad nap: 20 éves a Beszélő, Zrínyi Nyomda, Budapest
- 2002

Budapest Box: Rejtett szcéna a 90-es években, Ludwig Múzeum, Budapest
- 2004

Elhallgatott Holocaust / The Hidden Holocaust, Műcsarnok, Budapest
Waldsee 1944, Nemzetközi Levelezőlap Kiállítás, 2B Galéria, Budapest
- 2005

Önarcképek – 2B Galéria, Budapest
On Difference #2: Grenzwertig, Württembergischer Kunstverein, Stuttgart
- 2006

Szív-ügyek, MűvészetMalom, Szentendre
- 2007

Bartók bogarai. 2B Galéria, Budapest
- 2008

RIG-RIGATAR / KÖZELKÉP, 2B Galéria, Budapest
- 2009

Emlékmű | Tolvaly Ernőre emlékezünk, eMKá Galéria, Pécs
- 2011

Crosstalk Video Art Festival 2011, Gozsdu, B&C udvar, Budapest
Nehéz Ipar, ICA-D, Dunaújváros
- 2013

Konceptualizmus ma: Konceptuális művészet Magyarországon a kilencvenes évek elejétől, Paksi Képtár, Paks
Malevics visszanéz/Malevich Looks Back, MAMŰ Galéria, Budapest
- 2014

Átrendezett valóság: Alkotói stratégiák a magyar művészetben a dada és a szürrealizmus vonzásában, a Dada és szürrealizmus című kiállítás keretében (a Hejettes Szomlyazókkal), Magyar Nemzeti Galéria, Budapest
Bőrödön viseled: Társadalmi konstrukciók vizuális kódjai, Robert Capa Kortárs Fotográfiai Központ, Budapest
Forradalom. Anarchia. Utópia (a Hejettes Szomlyazókkal), Ludwig Múzeum, Budapest
- 2017

Gazdálkodj okosan! A művészet és a gazdaság kapcsolatáról, Ludwig Múzeum, Budapest
Látkép – Az elmúlt félévszázad magyar fotográfiája 1967-2017, Robert Capa Kortárs Fotográfiai Központ, Budapest
- 2018

Promote, Tolerate, Ban: Art and Culture in Cold War Hungary, Wende Museum, Culver City, California
 A Zóna / A művész művésze, Inda Galéria, Budapest
- 2019

Ajándék, Budapest Galéria Lajos utcai Kiállítóháza, Budapest
A fotográfia anatómiája, Rómer Flóris Művészeti és Történeti Múzeum, Győr

## Művek közgyűjteményekben
- Artpool, Budapest
- Első Magyar Látványtár, Diszel
- Getty Research Institute, Los Angeles
- The John P. Jacob / Riding Beggar Press Collection at the Beinecke Rare Bookand Manuscript Library, Yale University, New Haven
- 2B Galéria, Budapest
- Kiscelli Múzeum, Budapest
- Ludwig Múzeum, Budapest
- Magyar Fotográfiai Múzeum, Kecskemét
- Magyar Nemzeti Galéria, Budapest
- Mała Galeria, Varsó
- Modern Művészetért Alapítvány, Dunaújváros
- Obala Art Center, Szarajevó, Bosznia-Hercegovina
- Szent István Király Múzeum, Székesfehérvár
- Galeria Wymiany, Łódź

## Saját írások
- Várnagy Tibor: Fireprints – Milan Knížák kiállítása, Foto, 34. évf. 7. sz. 1987. július
- Várnagy Tibor: Brief – Eigentor – European Photography No 35, Göttingen, 1988
- Várnagy Tibor: Vorvort – Bilder 38, WUK 1988, Bécs
- Várnagy Tibor: A Beethoven-gang és valami kék – Michaela Moscouw kiállításáról, Foto, 35. évf. 5. sz., 1988
- Várnagy Tibor: Amatőr vagy dilettáns? – Igazság, II.évf. 4.szám, 1990. szept.
- Várnagy Tibor: Hidden Story – Franklin Furnace, N.Y.C, 1990
- Három nemzedék – Miltényi Tibor és Várnagy Tibor beszélgetése – Magyar Narancs, 1993. V. 13. (újraközölve Miltényi Tibor: Progresszív Fotó, Szellemkép könyvek, 1994)
- Várnagy Tibor: Megjegyzések a Polifónia értékeléséhez, Polifónia, SCCA, 1993. Budapest
- Várnagy Tibor: Ujházi Péter kiállítása Fehérvárott – Cigányfúró, 1994/4.
- Várnagy Tibor: Néhány sor Lőrinczy újrafelfedezése elé – Balkon, 1994/10.
- Várnagy Tibor: Távolról még messze van, közelről meg mégjobban – Balkon, 1994/11.
- Várnagy Tibor: Robert Frank: Moving Out, Balkon, 1994/12.
- Várnagy Tibor: Újlak s port – Újlak Co, Balkon, 1995/2.
- Várnagy Tibor: Most például ott Újföld van – Medve Andrásról, A. Medve: A tiszta ész, s kritikája, Liget Galéria, 199.[49]
- Várnagy Tibor: Egy tervről konkrétan és a tervekről általában – Balkon, 1995/10,11.
- Várnagy Tibor: Faltörténetek/Wandgeschichten – C.Rauch és/ und Menesi A. megosztanak egy teret/teilen sich einen Raum; PBK, Hamburg 1996[50]
- Várnagy Tibor: AKT/OK – Balkon, 1996/6.
- Várnagy Tibor: Gondolatok az „újúúúúúj” köztéri szobrászatról és a pipa – Balkon 1996/9.[51]
- Várnagy Tibor: Ajtókból kapu – Várnai Gyula budapesti és székesfehérvári kiállításáról – Balkon 1996/11.[52]
- Megpróbáltuk kitalálni, mit jelenthetett az, amit gondolt... – V. T. beszélgetése Koós Annával – Nappali ház, 1997/1.[53]
- Várnagy Tibor: NEWYORKCAFE – N.Y.C. 1996 november – Balkon, 1997/3.[54]
- Várnagy Tibor: Punkt, Loch, Platz, Space (Point, hole, Place, Space/Pont, Lyuk, Tér, Hely) – Chimaera, Staatliche Galerie, Moritzburg Halle, 1997[55]
- Várnagy Tibor (cím nélk.) elek is kiállításáról, Bartók 32 Galéria, 1997[56]
- Várnagy Tibor (cím nélk.) a Personal Press Project 0-ról, Bartók 32 Galéria, 1998[57]
- Várnagy Tibor: Naaaa! – Magyar Tavasz 1848-1998 – Balkon, 1998/6.[58]
- Várnagy Tibor: Október 1-től zárva? – Nincs igazgatója a Bartók 32 Galériának – Balkon, 1997/9.[59]
- Várnagy Tibor: A keresztrejtvény színelmélete – Tandori kiállítástrilógiái a Liget Galériában – Balkon 1998/12.[60]
- Várnagy Tibor: Hogynézünkmiki? – Közép-Európai Avantgard Filmfesztivál a BBS-Toldi Moziban, Balkon, 1999/5.[61]
- Várnagy Tibor: Megnyilatkozások birodalma – Ádám Zoltán festményei Dunaújvárosban – Balkon, 2000/1-2.[62]
- Várnagy Tibor: Mi jelképezze Magyarországot? – Magyar Hírlap, 2000. február 9.[63]
- Várnagy Tibor: Egy művész, akit még sosem láttam rosszkedvűnek – Beöthy Balázs 1990-2000, Ludwig Múzeum, 2000
- Várnagy Tibor: Kávéfoltok az A-broschról – a Fotogalerie Wien bemutatkozása a Mai Manó Házban – Balkon, 2000/9.[64]
- Várnagy Tibor: A kutatás kereszttüzében – Joseph Beuys-szimpozion a Műcsarnokban – Műértő, 2000. december[65]
- Várnagy Tibor: Kelet-Európa sematika – Magyar Narancs, 2000. november 30.
- Várnagy Tibor: Women art a felkelő nap országából – Magyar Narancs, 2000. december 14.[66]
- Várnagy Tibor: Beuys magyarul, végre – Balkon, 2001. június/július[67]
- (szócikkek: Tandori Dezső, Ujj Zsuzsanna – KMML, Enciklopedia)[68][69]
- Várnagy Tibor: Bevezetés – Lucrezia De Domizio Durini: A fillckalap / Joseph Beuys / Egy elmesélt élet – Kijárat Kiadó, Budapest 2001[70]
- Várnagy Tibor: Apukalipszis: Boros Géza / EmlékMű – Élet és Irodalom, 2001. augusztus 3.
- Várnagy Tibor: Joseph Beuys magyarul – ÉS, 2001 október 5.
- Várnagy Tibbi: Am Hof: Bécs, 2001 augusztus – Balkon, 2001. november[71]
- Várnagy Tibbi: Hallo, szervusztok: Prince January/Terra Forming – Balkon, 2002. január/február[72]
- Várnagy Tibbi: Magánhő: feLugossy László a Miskolci Galériában – Új Holnap, 2002 tavasz; teljes változata feLugossy László: Távolság (Válogatás 1978 –2002), a művész magánkiadása, 2002
- VárnagyTibbi: A könyvheti: Paul Auster/Timbuktu – Balkon, 2002. június[73]
- Várnagy Tibbi: A jó és a rossz I-II, Kiállításajánló – Műértő, 2002. november
- Várnagy Tibor: Miért ne állítsunk százasával köztéri politikai emlékműveket? – Élet és Irodalom, 2003. január 17.
- Várnagy Tibor: Frida Kahlo – NOL / Alternatív, 2003. május 19.[74]
- Várnagy Tibor: Egy szürke korszak kiemelkedő Művésze – Műértő, 2004. január
- Várnagy TBB: Láthatatlan történet – megjelent a Szamizdat: Alternatív kultúrák Kelet-és Közép-Európában 1956-1989 című kiállítás katalógusában, Stencil Kiadó – Európai Kulturális Alapítvány, Budapest, 2004[75]
- Várnagy Tibor: Konceptuális.doc – Praesens, 2004/1.
- Várnagy Tibor: Folyamútkönyv – www.exindex.hu, 2005[76]
- Várnagy Tibor-Balázs Kata: Magunk vagyunk a fontosak, különben az egésznek nincs értelme. Rhea Thönges-Stringaris-szal Balázs Kata és Várnagy Tibor beszélget, Balkon, 2018/1.[77]

## Katalógusok, önálló könyvek Várnagy Tiborról
- Hejettes Szomlyazók – Stúdió Galéria, Budapest, 1988
- Várnagy Tibor: A váza – Lágymányosi Közösségi Ház, Budapest, 1987
- A Hejettes Szomlyazók Szenvedélyes Élete – Az István Király Múzeum Közleményei, D. sorozat, 197.szám, 1990 május, Székesfehérvár
- Hidden Story (John P. Jacobbal) – Franklin Furnace, New York, 1990
- Blinde Passagiere / Potyautasok – Künstlerhaus Bethanien, Berlin, 1990
- Ágnes Eperjesi – Tibor Várnagy: Przeplatane Zdjecia Tavate, Mała Galeria, ZPAF, Varsó, 1992
- Eperjesi – Várnagy: Egy Könyv / Ein Buch – PBK, Stúdió Galéria, Künstlerhaus Hamburg, 1993
- Eperjesi Ágnes – Várnagy Tibor: Előjelek / Omens – MNKA, Goethe Intézet, Pelikán Kiadó Budapest, 1995
- EXISTENTIA, Bolt Galéria, 1997
- Várnai-Várnagy: Lassan Változik, Bartók 32 Galéria, 1998
- Manapság – kiadvány Ádám Zoltán és Várnagy Tibor kiállítása alkalmából, Budapest Galéria, 2000[78]
- Manamana (Manapság 2, 3) – kiadvány a Műcsarnok Szerviz projektje keretében, 2001. aug/szept.[79]
- Manamana (Manapság 4) – kiadvány a Ludwig Múzeum Budapest Box keretében, 2002. aug.
- Manamana (Manapság 5) – kiadvány a Műcsarnok M-Mobil projektjei keretében, 2002. szept.
- Sustainable Development 2018/3 – Hejettes Szomlyazók / Substitute Thiersters: Burgyingo, acb ResearchLab, Budapest, 2018
- Várnagy Tibor – Fényképek kamera nélkül 1985-1993. Szerkesztő: Fenyvesi Áron, Várnagy Tibor. 2019, acb RESEARCHLAB (John P. Jacob és Balázs Kata szövegeivel)

## Cikkek, tanulmányok Várnagy Tiborról, a Hejettes Szomlyazókról, Eperjesi-Várnagyról
- Antal István: A rontás virágai – V.T. képeiről, Foto 34.évf. 11.szám, 1987. november
- Balázs Kata: Rekonstrukció és önirónia / Rügyfakadás A Hejettes Szomlyazók korai korszaka (1984–1987) – Balkon, 2017/5.[80]
- Balázs Kata: Csodavárás / Várnagy Tibor: 1989 – Balkon, 2018/5.[81]
- Balázs Kata: Beszélgetés Várnagy Tibor képzőművésszel I., Balkon, 2019/3.[82]
- Balázs Kata: Beszélgetés Várnagy Tibor képzőművésszel II., Balkon, 2019/5.[83]
- Bihari László: Protokolláris vagy kortárs művészet? – Beszélgetés Várnagy Tiborral, Magyar Hírlap, 1999. okt. 2.
- Bordács Andrea: A nemek harca az igennel – Új Művészet, 1996/11.
- Boros Géza: Hejettem Szomlyazók – Új Művészet, 1990/1.
- Darvasi László: Sült képek és mandalák, Délmagyarország, 1994. május 13.
- Deák Csillag – Kölüs Lajos: Egy triangulum hangjai – Új Művészet, 2014/11.[84]
- EWA: Niech zyje! – Gazeta Wyborcza, 8 kwietnia 1998
- Farkas Viola: Várnagy Tibor munkáihoz – Élet és Irodalom, 2016. március 4.
- G.A: Helyszínelés – A H.Sz. Szenvedélyes élete, Film, Színház, Muzsika, 34. évf. 38.szám, 1990. szeptember
- Huth Júliusz: Helyettes nyolcvanas évek – Artportal, 2017[85]
- Ibos Éva: Vértelen forradalom (Anarchia. Utópia. Forradalom. / Ludwig Múzeum) – Revizor, 2014.12.04.[86]
- Izinger Katalin – Czinki Ferenc: Átrendezett Segesvár – szikmblog, 2014[87]
- John P. Jacob: The Enigma of Meaning: Transforming Reality in Hungarian Photography – The Metamorphic Medium: New Photography from Hungary – The Allen Memorial Art Museum of Oberlin College, Oberlin (Ohio), 1989[88]
- John P. Jacob: Recalling Hajas / Nightmare Works: Tibor Hajas – Anderson Gallery, Virginia Commonwealth University, Library of Congress Catalogue Card Number: 90-83304, 1990[89]
- Jankó Judit: “Egyszerűen éltünk a szabadságban” (Eperjesi Ágnes, Várnagy Tibor) – Artportal, 2016[90]
- Jankó Judit: Ki szomjazik, és mit helyettesít? (Beszélgetés Várnagy Tiborral) – Új Művészet, 2017/8.[91]
- Kangiszer Dóra: Az intézményesülés formáitól tartózkodni igyekeznek (HSZ tudatfelszabadító hadműveletek) – Tranzitblog, 2017[92]
- Elfi Kreis: Trauergelant und Nonsensgebimmel, Der Tagesspiegel, 1989.05.23, Berlin
- Kürti Emese: Kicsit elveszett (Nehéz Ipar) – Magyar Narancs, 2011[93]
- Ladányi József: Anya(g / + mater(ia, A Hejettes Szomlyazók szenvedélyes élete, Az István Király Múzeum Közleményei, D. sorozat, 197.szám, 1990. május
- Magyar Fanni: Hülye, aki elolvassa (Beszélgetés a Hejettes Szomlyazókkal) – Műértő, 2017. július-augusztus
- Mélyi József: Zseniális dilletánsok (Hejettes Szomlyazók) – Magyar Narancs, 2017/31.[94]
- Mészáros Zsolt: Kopár szík – Artkartell, 2017[95]
- (m-i): Helyettem Szomjazók, Hitel, III. évf.10. szám, 1990. május
- (nagy): Egy út van előttem, melyiken induljak – Motolla, 1989/2, München
- Lu Nanxi: Substitute Thirsters- Art World #329 issue 2017 July
- Nagy Gergely: Klímaszervíz / esemény és hatás között: beszélgetés VT-ral – Műértõ, 2001. október[96]
- P. Szabó Ernő: Tudat-felszabadító hadműveletek (A Hejettes Szomlyazók kiállításai) – Új Művészet, 2017/8.[97]
- Rieder Gábor: Rügyfakadás – Artkartell, 2017[98]
- Simon Mihály: Összehasonlító magyar fotótörténet, Magyar Fotográfiai Múzeum, Kecskemét
- Hajo Schiff: Gulasch mit Himbeeren – Eine Ausstellung des Ungarischen Duos Agnes Eperjesi und Tibor Várnagy, TAZ HAMBURG, 7.10.92.
- Seres Szilvia: „Őrülten ment előre a technika, amit nagyon lehetett élvezni.” – Digitkult, 2017[99]
- Tibbi a Ligetben (Várnagy Tiborral beszélget Seres Szilvia) – Balkon, 2006/7-8.[100]
- Sturcz János: A heroikus ego lebontása – Magyar Képzőművészeti Egyetem, Budapest, 2006
- Szikra Renáta – Topor Tünde: A duchamp-i hagyomány újra és újra inspirálóvá válik – Artmagazin 2014/7.[101]
- Tábor Ádám: A rendszerváltás kori budapesti dadaisták („A kopár szik sarja” – A Hejettes Szomlyazók kiállítása a Ludwigban) – Litera, 2017[102]
- Tatai Erzsébet: Bódhi fa nincsen, lélek nem tükör. Ha semmi sincsen, honnan lenne por? – Manapság, Budapest Galéria, 2000[103]
- Tatai Erzsébet: Tárlatvezető / Ember Állatkert – Manapság – Róma 2000 – Műértő, 2000. szeptember
- Tatai Erzsébet: Neokonceptuális művészet Magyarországon a kilencvenes években – Praesens, Budapest, 2005
- Bela Ugrin: Independent Visions – Three Hungarian Photographer, SPOT, 1990/10.
- Urbán Csilla: A művész egy lusta értelmiségi vagy állandó vendégmunkás? – Népszava, 2017. okt 16.
- Vajna Tamás: Ha a művészek beszüntetnék az alkotást, azt a világgazdaság is megérezné – Qubit, 2017[104]
- Monika Wucher: Der Kern einer Ausstellung – Nappali ház, 1993/1.
- Monika Wucher: Magvas kiállítás – Eperjesi Ágnes és Várnagy Tibor munkái, Új Művészet, 1993/1.
- Thomas Wulffen: Stellvertretende Durstende, Kunstforum International, 1989/5.
- Focus: Public Art in Hungary (edited and compiled by Hedvig Turai), interviews by Erzsébet Tatai, artmargins. com, 2003[105]
- A Szerk.: A Hejettes Szomlyazók helyetted is szomjaznak – Librarius, 2017/08/07[106]

## Online források
- http://www.ligetgaleria.c3.hu/Varnagy.html (utolsó hozzáférés: 2019. október 26.)
- http://www.ligetgaleria.c3.hu/Pingjao/curatorcv.html (utolsó hozzáférés: 2019. október 26.)
- https://artportal.hu/lexikon-intezmeny/liget-galeria Archiválva 2019. október 28-i dátummal a Wayback Machine-ben (utolsó hozzáférés: 2019. október 26.)
- https://artportal.hu/lexikon-muvesz/varnagy-tibor-1123/ Archiválva 2019. október 28-i dátummal a Wayback Machine-ben (utolsó hozzáférés: 2019. október 26.)
- http://www.ligetgaleria.c3.hu/tbbfotoblog/tibbi.html (utolsó hozzáférés: 2019. október 26.)
- https://acbgaleria.hu/muveszek/varnagy_tibor.373.html?pageid=272 Archiválva 2019. október 28-i dátummal a Wayback Machine-ben (utolsó hozzáférés: 2019. október 26.)
- https://www.ludwigmuseum.hu/alkoto/hejettes-szomlyazok (utolsó hozzáférés: 2019. október 26.)